# Maddi Aalla Rotaetxe
Maddi Aalla Rotaetxe (geboren am 1. Januar 1997 in Gorliz) ist eine spanische Handballspielerin. Sie wird auf der Spielposition Torwart eingesetzt.

## Vereinskarriere
Sie erlernte das Handballspielen in Gorliz, spielte bei Balonmano Uribe und in Urduliz. Im Alter von 16 Jahren wechselte sie zu Balonmano Zuazo, ab 2021 spielte sie bei Balonmano Bera Bera.
Mit Bera Bera gewann sie in der Saison 2021/2022 die spanische Meisterschaft in der División de Honor. Mit Zuazo und Bera Bera nahm sie an internationalen Vereinswettbewerben teil.
Maddi Aalla Rotaetxe schloss sich im Sommer 2024 dem ungarischen Erstligisten Alba Fehérvár KC an.

## Auswahlmannschaften
Sie stand im Aufgebot spanischer Nachwuchsnationalmannschaften. Im Jahr 2014 stand sie in sechs Spielen für die Jugendauswahl auf dem Platz. Von Dezember 2014 bis Juli 2016 wurde sie in 33 Partien der spanischen Juniorinnen eingesetzt.
Am 30. Juni 2022 bestritt sie ihr erstes Länderspiel für die spanische Nationalmannschaft. Mit Spaniens Auswahl gewann sie am 6. Juli die Goldmedaille bei den Mittelmeerspielen 2022. Sie nahm mit dem Team an der Europameisterschaft 2022 teil.